# Лука, Панайотис
Панайотис Лука (греч. Παναγιώτης Λουκά; 8 сентября 2000, Никосия, Кипр) — кипрский футболист, нападающий клуба АЕЛ.

## Биография

### Клубная карьера
Воспитанник кипрских клубов АПОЭЛ и АЕК Ларнака. В 2016 году перешёл в юношескую команду итальянской «Аталанты». Летом 2018 года на правах аренды перешёл в молодёжную команду «Палермо», но по ходу сезона вернулся в «Аталанту», с которой стал чемпионом Примаверы. В августе 2019 года Лука был отдан в аренду в клуб чемпионата Словакии «Середь». В его составе дебютировал на профессиональном уровне 14 сентября в игре с «Ружоберок» (1:1), появившись на замену на 68-й минуте вместо Мая Рорича. Всего по ходу сезона сыграл в 12 матчах чемпионата, а также в трёх матчах Кубка Словакии, в одном из которых отметился забитым голом.
В сентябре 2020 года подписал контракт с болгарским клубом «Царско село».

### Карьера в сборной
Активно выступал за юношеские сборные до 17 и до 19 лет, причём в нескольких матчах выходил на поле с капитанской повязкой.

## Достижения
«Аталанта»
- Победитель молодёжного чемпионата Италии (Примавера): 2018/19